# Jüdischer Friedhof Nieder-Wiesen

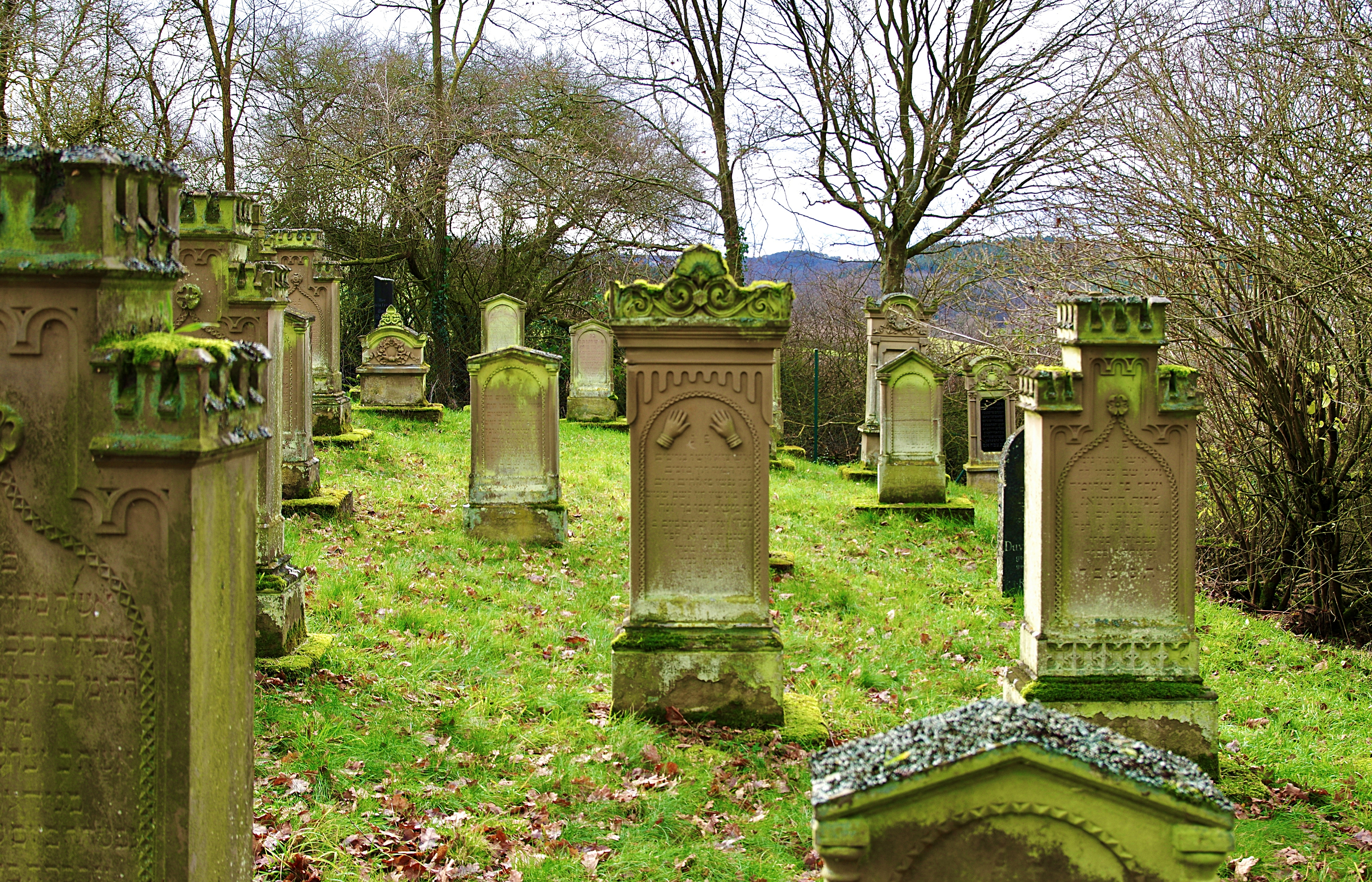
Der jüngere Bereich des Friedhofes – Blick gegen Süd-West

Der Jüdische Friedhof Nieder-Wiesen ist ein „aufschlussreiches Zeugnis für die Geschichte der rheinhessischen Landjuden“. Er liegt Am Morschheimer Weg, südöstlich oberhalb der Ortsgemeinde Nieder-Wiesen im Landkreis Alzey-Worms in Rheinland-Pfalz in einem Wäldchen.
Es existierte bereits ein älterer Friedhof, dessen Lage nicht bekannt ist. Eine Erwähnung von 1730/40 könnte sich auf diesen oder die jetzige Anlage beziehen.

## Beschreibung

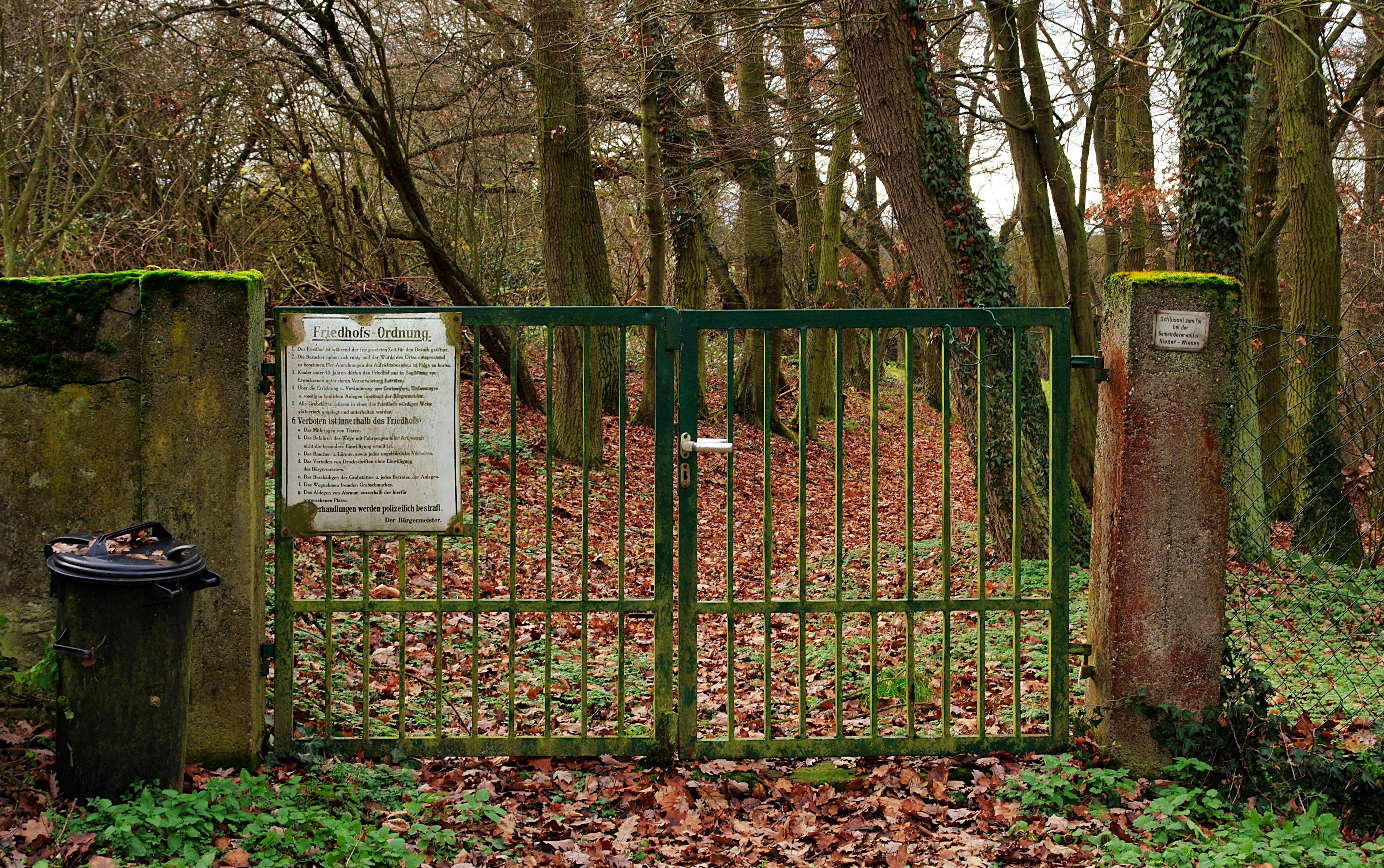
Eingang zum Friedhof

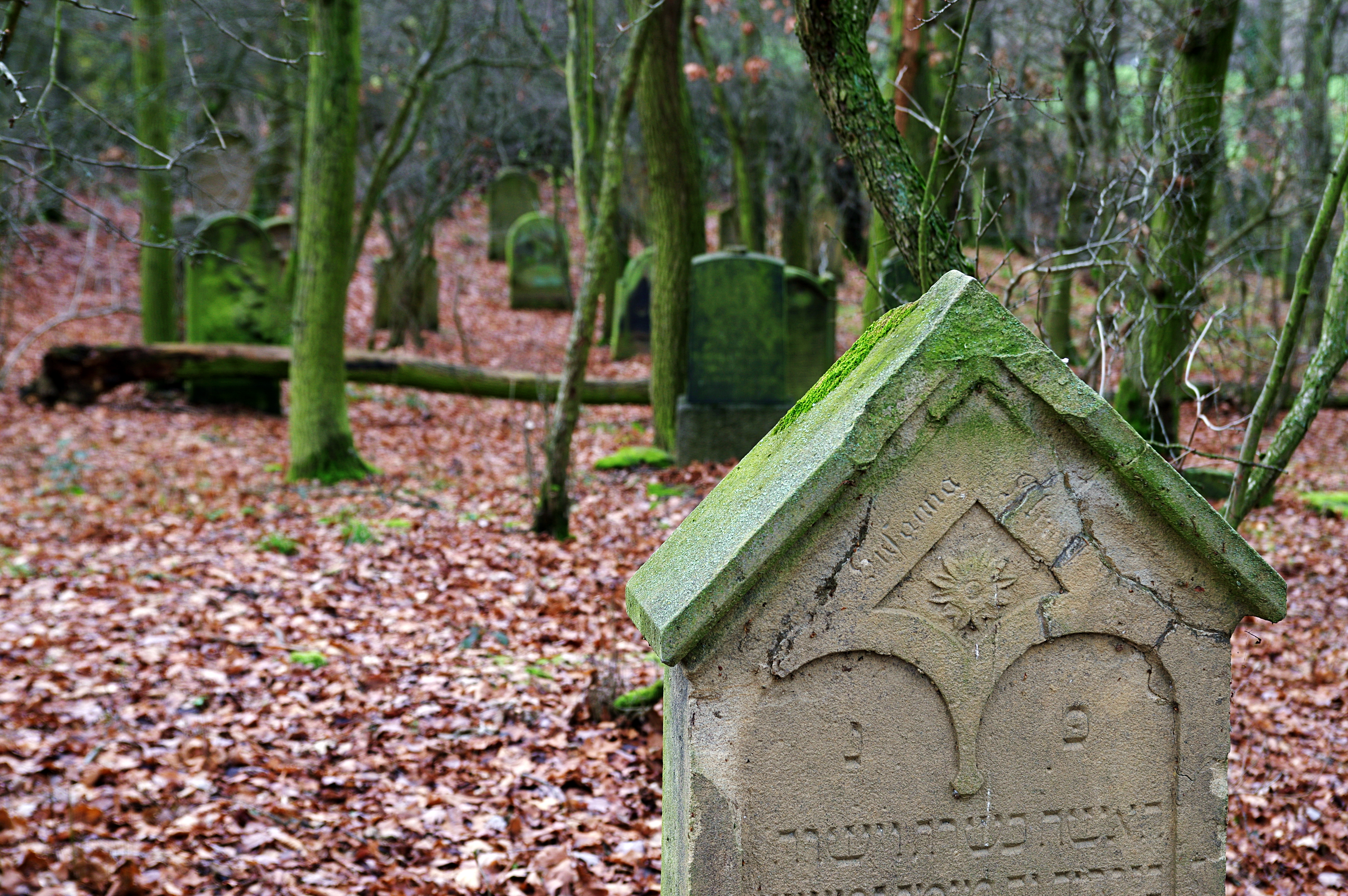
Blick in den weitgehend sich selbst überlassenen Teil

Der älteste Grabstein (Mazewa) stammt wohl aus der Zeit um 1800. Dieser mit zirka 19 weiteren, oft umgestürzten und verwitterten Rundbogenstelen befinden sich im Unterholz des ältesten, nördlichen Teils des Friedhofs. Der jüngere Abschnitt wird durch einen westöstlichen Weg geteilt. Dort sind 42 Steine in Reihen erhalten. Die Belegung fand hier von 1869 bis 1934/35 statt, wobei südlich des Wegs nur solche des 20. Jahrhunderts aus Hartstein auftreten. Aus dem 19. Jahrhundert sind mehrere neugotische Sandsteinstelen mit Maßwerk und Zinnen erhalten sowie eine gebrochene Säule mit Kranz von 1893 und eine Darstellung des aaronitischen Segens. Dort ist der älteste Stein mit „Holschneider Nack“ bezeichnet.